# Daryl Janmaat
Daryl Janmaat (Leidschendam, 22 juli 1989) is een voormalig Nederlands voetballer die doorgaans als rechtsback speelde. Janmaat debuteerde in 2012 in het Nederlands elftal.

## Clubcarrière

### ADO Den Haag
Janmaat voetbalde in zijn jeugd voor TONEGIDO en de jeugdopleiding van Feyenoord, waar hij te licht bevonden werd en mocht vertrekken. De verdediger vertrok vervolgens naar ADO Den Haag, waarvoor hij op 5 oktober 2007 zijn profdebuut maakte in de competitiewedstrijd tegen FC Zwolle. Een week later had hij tegen TOP Oss voor het eerst een basisplaats en scoorde hij een doelpunt. Als achttienjarige hield hij zich staande en viel hij op in een slecht draaiend elftal. In de zomer van 2008 meldde sc Heerenveen zich voor de rechterverdediger.

### sc Heerenveen
In juli 2008 tekende Janmaat een vierjarig contract bij Heerenveen, waar hij de beoogd opvolger van de naar West Bromwich Albion vertrokken Gianni Zuiverloon moest worden. De rechtsback debuteerde tijdens de seizoensopener in de uitwedstrijd tegen FC Volendam, maar daarna verpestten blessures zijn jaar. Uiteindelijk kwam de verdediger tot tien competitieduels, één wedstrijd om de nationale beker en één duel in de UEFA Cup. De kwetsuren zorgden er uiteindelijk ook voor dat Janmaat de KNVB Bekerfinale miste, die Heerenveen zijn eerste prijs opleverde.
De daarop volgende jaren ontwikkelde Janmaat zich tot de eerste man op de rechtsbackpositie, met uitzondering van een korte periode in het seizoen 2010/2011. Tegen het einde van het seizoen maakte de club kenbaar het in 2012 aflopende contract van de verdediger graag te willen verlengen.

### Feyenoord en het Nederlands elftal
Begin 2012 tekende Janmaat een driejarig contract bij Feyenoord, waar hij enkele jaren in de jeugd speelde. Feyenoord nam Janmaat in de zomer van 2012 transfervrij over van sc Heerenveen. Hij werd daarmee de derde aanwinst voor de club uit Rotterdam-Zuid, die eerder Ruud Vormer (Roda JC) en John Goossens (NEC) vastlegde voor het seizoen 2012/2013. Waar Vormer en Goossens in het eerste seizoen tegenvielen bleek Janmaat een schot in de roos. Hij begon goed aan het seizoen en zijn prestaties leidden ertoe dat hij werd geselecteerd voor het Nederlands Elftal. Als opkomende back kwam hij bij Feyenoord vaak in scoringspositie en gaf een aantal assists. Hij scoorde in totaal vijf competitiedoelpunten.

### Newcastle United
Op 15 juli 2014 tekende Janmaat een contract voor zes seizoenen bij Newcastle United. Vanaf zijn eerste wedstrijd was hij een vaste waarde in het basiselftal van Newcastle. Janmaat speelde gedurende het seizoen 2014/15 37 van de 38 competitiewedstrijden (37 basisplaatsen) en drie bekerwedstrijden (evenveel basisplaatsen). Janmaat degradeerde aan het eind van het seizoen 2015/16 met Newcastle United naar de Championship. Nadat directe concurrent Sunderland op 11 mei 2016 won van Everton werd het voor Newcastle een speelronde voor het einde van de competitie onmogelijk om nog boven de degradatiestreep te komen.

### Watford
Na de degradatie van Newcastle United tekende Janmaat op 25 augustus 2016 een contract voor vier jaar bij Watford. Hij maakte twee dagen later zijn debuut voor Watford in een met 1–3 verloren thuiswedstrijd tegen Arsenal. Op 12 oktober 2020 liet Janmaat zijn nog tot medio 2022 doorlopend contract ontbinden.

### ADO Den Haag
Op 29 december 2020 tekende Janmaat, nadat hij al enkele weken had meegetraind, een contract tot medio 2023 bij ADO Den Haag. In juni 2022 beindigde hij zijn spelersloopbaan en ging verder als technisch manager bij ADO. Op 12 november 2022 stapte Janmaat op vanwege een gebrek aan begeleiding en verschil van inzicht over keuzes binnen de club.

## Clubstatistieken
| Seizoen        | Club             | Competitie     | Competitie | Competitie | Beker | Beker | Internationaal | Internationaal | Overig | Overig | Totaal | Totaal |
| Seizoen        | Club             | Competitie     | Wed.       | Dlp.       | Wed.  | Dlp.  | Wed.           | Dlp.           | Wed.   | Dlp.   | Wed.   | Dlp.   |
| -------------- | ---------------- | -------------- | ---------- | ---------- | ----- | ----- | -------------- | -------------- | ------ | ------ | ------ | ------ |
| 2007/08        | ADO Den Haag     | Eerste divisie | 25         | 2          | 1     | 0     | 0              | 0              | 6      | 1      | 32     | 3      |
| Clubtotaal     | Clubtotaal       | Clubtotaal     | 25         | 2          | 1     | 0     | 0              | 0              | 6      | 0      | 32     | 3      |
| 2008/09        | sc Heerenveen    | Eredivisie     | 10         | 0          | 1     | 0     | 1              | 0              | 0      | 0      | 12     | 0      |
| 2009/10        | sc Heerenveen    | Eredivisie     | 28         | 0          | 3     | 1     | 4              | 1              | 1      | 0      | 36     | 2      |
| 2010/11        | sc Heerenveen    | Eredivisie     | 24         | 3          | 1     | 0     | 0              | 0              | 0      | 0      | 25     | 3      |
| 2011/12        | sc Heerenveen    | Eredivisie     | 22         | 2          | 5     | 1     | 0              | 0              | 0      | 0      | 27     | 3      |
| Clubtotaal     | Clubtotaal       | Clubtotaal     | 84         | 5          | 10    | 2     | 5              | 1              | 1      | 0      | 100    | 8      |
| 2012/13        | Feyenoord        | Eredivisie     | 33         | 3          | 2     | 0     | 4              | 0              | 0      | 0      | 39     | 3      |
| 2013/14        | Feyenoord        | Eredivisie     | 30         | 2          | 4     | 0     | 1              | 0              | 0      | 0      | 35     | 2      |
| Clubtotaal     | Clubtotaal       | Clubtotaal     | 63         | 5          | 6     | 0     | 5              | 0              | 0      | 0      | 74     | 5      |
| 2014/15        | Newcastle United | Premier League | 37         | 1          | 3     | 0     | 0              | 0              | 0      | 0      | 40     | 1      |
| 2015/16        | Newcastle United | Premier League | 32         | 2          | 3     | 0     | 0              | 0              | 0      | 0      | 35     | 2      |
| 2016/17        | Newcastle United | Championship   | 2          | 0          | 0     | 0     | 0              | 0              | 0      | 0      | 2      | 0      |
| Clubtotaal     | Clubtotaal       | Clubtotaal     | 71         | 3          | 6     | 0     | 0              | 0              | 0      | 0      | 77     | 3      |
| 2016/17        | Watford FC       | Premier League | 27         | 2          | 1     | 0     | 0              | 0              | 0      | 0      | 28     | 2      |
| 2017/18        | Watford FC       | Premier League | 23         | 3          | 2     | 0     | 0              | 0              | 0      | 0      | 25     | 3      |
| 2018/19        | Watford FC       | Premier League | 18         | 0          | 4     | 0     | 0              | 0              | 0      | 0      | 22     | 0      |
| 2019/20        | Watford FC       | Premier League | 8          | 0          | 2     | 1     | 0              | 0              | 0      | 0      | 10     | 1      |
| 2020/21        | Watford FC       | Championship   | 0          | 0          | 0     | 0     | 0              | 0              | 0      | 0      | 0      | 0      |
| Clubtotaal     | Clubtotaal       | Clubtotaal     | 76         | 5          | 9     | 1     | 0              | 0              | 0      | 0      | 85     | 6      |
| 2020/21        | ADO Den Haag     | Eredivisie     | 4          | 0          | 0     | 0     | 0              | 0              | 0      | 0      | 4      | 0      |
| 2021/22        | ADO Den Haag     | Eerste Divisie | 9          | 0          | 0     | 0     | 0              | 0              | 0      | 0      | 9      | 0      |
| Clubtotaal     | Clubtotaal       | Clubtotaal     | 38         | 2          | 1     | 0     | 0              | 0              | 6      | 0      | 45     | 3      |
| Carrièretotaal | Carrièretotaal   | Carrièretotaal | 331        | 20         | 32    | 3     | 10             | 1              | 7      | 1      | 381    | 25     |

Bijgewerkt tot 3 juni 2022.

## Interlandcarrière
Op 31 augustus 2012 maakte bondscoach Louis van Gaal bekend dat Janmaat opgenomen was in de selectie voor de WK-kwalificatieduels tegen Turkije en Hongarije, ondanks dat hij niet in de voorselectie was opgenomen. Janmaats eerste interland was op 7 september in Amsterdam tegen Turkije. In deze WK-kwalificatiewedstrijd (2-0 overwinning) startte hij in de basis, net als zijn Feyenoord-clubgenoten Jordy Clasie en Bruno Martins Indi. Hij werd in de rust gewisseld voor Ricardo van Rhijn (Ajax). In en na deze wedstrijd kreeg Janmaat veel kritiek op zijn tegenvallende spel. De bondscoach besloot dan ook voor Van Rhijn te kiezen als rechtsback. Later kwam Van Gaal daar op terug en besloot hij Janmaat nog een kans te geven. Janmaat greep deze kans en werd dan ook op 5 mei 2014 door Van Gaal opgeroepen voor een trainingsstage in Hoenderloo, ter voorbereiding op het WK in Brazilië. Hij behoorde vervolgens tot de definitieve WK-selectie, die Van Gaal op 31 mei bekendmaakte. Patrick van Aanholt en Karim Rekik waren de afvallers bij de verdedigers. Op het toernooi had Janmaat een basisplaats als rechtsback in de drie groepsfaseduels van het Nederlands Elftal, dat uiteindelijk de derde plaats behaalde. Ook tijdens de halve finale en de wedstrijd om plek 3 kwam hij in actie.
Tijdens de in 2014 en 2015 gespeelde kwalificatiewedstrijden voor het EK 2016 behoorde Janmaat meestal niet tot de selectie, maar kreeg hij wel in twee wedstrijden speeltijd.
Tijdens de in 2016 en 2017 gespeelde kwalificatiewedstrijden voor het WK 2018 kampte Janmaat met blessures. Tijdens deze kwalificatiereeks kreeg hij drie keer speeltijd.
In september 2018 speelde Janmaat de eerste wedstrijd van de eerste editie van de UEFA Nations League. Sindsdien werd hij niet meer geselecteerd.
| Interlands van Daryl Janmaat voor Nederland | Interlands van Daryl Janmaat voor Nederland | Interlands van Daryl Janmaat voor Nederland | Interlands van Daryl Janmaat voor Nederland | Interlands van Daryl Janmaat voor Nederland | Interlands van Daryl Janmaat voor Nederland |
| №                                           | Datum                                       | Wedstrijd                                   | Uitslag                                     | Competitie                                  | Goals                                       |
| Als speler bij Feyenoord                    | Als speler bij Feyenoord                    | Als speler bij Feyenoord                    | Als speler bij Feyenoord                    | Als speler bij Feyenoord                    | Als speler bij Feyenoord                    |
| ------------------------------------------- | ------------------------------------------- | ------------------------------------------- | ------------------------------------------- | ------------------------------------------- | ------------------------------------------- |
| 1                                           | 7 september 2012                            | Nederland – Turkije                         | 2 – 0                                       | WK-kwalificatie '14                         |                                             |
| 2                                           | 12 oktober 2012                             | Nederland – Andorra                         | 3 – 0                                       | WK-kwalificatie '14                         |                                             |
| 3                                           | 14 november 2012                            | Nederland – Duitsland                       | 0 – 0                                       | Vriendschappelijk                           |                                             |
| 4                                           | 6 februari 2013                             | Nederland – Italië                          | 1 – 1                                       | Vriendschappelijk                           |                                             |
| 5                                           | 22 maart 2013                               | Nederland – Estland                         | 3 – 0                                       | WK-kwalificatie '14                         |                                             |
| 6                                           | 26 maart 2013                               | Nederland – Roemenië                        | 4 – 0                                       | WK-kwalificatie '14                         |                                             |
| 7                                           | 7 juni 2013                                 | Indonesië – Nederland                       | 0 – 3                                       | Vriendschappelijk                           |                                             |
| 8                                           | 11 juni 2013                                | China – Nederland                           | 0 – 4                                       | Vriendschappelijk                           |                                             |
| 9                                           | 6 september 2013                            | Estland – Nederland                         | 2 – 2                                       | WK-kwalificatie '14                         |                                             |
| 10                                          | 10 september 2013                           | Andorra – Nederland                         | 0 – 2                                       | WK-kwalificatie '14                         |                                             |
| 11                                          | 11 oktober 2013                             | Nederland – Hongarije                       | 8 – 1                                       | WK-kwalificatie '14                         |                                             |
| 12                                          | 15 oktober 2013                             | Turkije – Nederland                         | 0 – 2                                       | WK-kwalificatie '14                         |                                             |
| 13                                          | 16 november 2013                            | Japan – Nederland                           | 2 – 2                                       | Vriendschappelijk                           |                                             |
| 14                                          | 17 mei 2014                                 | Nederland – Ecuador                         | 1 – 1                                       | Vriendschappelijk                           |                                             |
| 15                                          | 31 mei 2014                                 | Nederland – Ghana                           | 1 – 0                                       | Vriendschappelijk                           |                                             |
| 16                                          | 4 juni 2014                                 | Nederland – Wales                           | 2 – 0                                       | Vriendschappelijk                           |                                             |
| 17                                          | 13 juni 2014                                | Spanje – Nederland                          | 1 – 5                                       | WK 2014                                     |                                             |
| 18                                          | 18 juni 2014                                | Australië – Nederland                       | 2 – 3                                       | WK 2014                                     |                                             |
| 19                                          | 23 juni 2014                                | Nederland – Chili                           | 2 – 0                                       | WK 2014                                     |                                             |
| 20                                          | 9 juli 2014                                 | Nederland – Argentinië                      | 0 – 0                                       | WK 2014                                     |                                             |
| 21                                          | 12 juli 2014                                | Brazilië – Nederland                        | 0 – 3                                       | WK 2014                                     |                                             |
| Als speler van Newcastle United             |                                             |                                             |                                             |                                             |                                             |
| 22                                          | 4 september 2014                            | Italië – Nederland                          | 2 – 0                                       | Vriendschappelijk                           |                                             |
| 23                                          | 9 september 2014                            | Tsjechië – Nederland                        | 2 – 1                                       | EK-kwalificatie '16                         |                                             |
| 24                                          | 31 maart 2015                               | Nederland – Spanje                          | 2 – 0                                       | Vriendschappelijk                           |                                             |
| 25                                          | 5 juni 2015                                 | Nederland – Verenigde Staten                | 3 – 4                                       | Vriendschappelijk                           |                                             |
| 26                                          | 12 juni 2015                                | Letland – Nederland                         | 0 – 2                                       | EK-kwalificatie '16                         |                                             |
| 27                                          | 13 november 2015                            | Wales – Nederland                           | 2 – 3                                       | Vriendschappelijk                           | 32' Dost                                    |
| Als speler van Watford                      |                                             |                                             |                                             |                                             |                                             |
| 28                                          | 6 september 2016                            | Zweden – Nederland                          | 1 – 1                                       | Kwalificatie WK 2018                        |                                             |
| 29                                          | 7 oktober 2017                              | Wit-Rusland – Nederland                     | 1 – 3                                       | Kwalificatie WK 2018                        |                                             |
| 30                                          | 10 oktober 2017                             | Nederland – Zweden                          | 2 – 0                                       | Kwalificatie WK 2018                        |                                             |
| 31                                          | 31 mei 2018                                 | Slowakije – Nederland                       | 1 – 1                                       | Vriendschappelijk                           |                                             |
| 32                                          | 4 juni 2018                                 | Italië – Nederland                          | 1 – 1                                       | Vriendschappelijk                           |                                             |
| 33                                          | 6 september 2018                            | Nederland – Peru                            | 2 – 1                                       | Vriendschappelijk                           |                                             |
| 34                                          | 9 september 2018                            | Frankrijk – Nederland                       | 2 – 1                                       | UEFA Nations League                         |                                             |

Bijgewerkt op 9 september 2018

## Erelijst
| Competitie           | Winnaar (1ste) | Winnaar (1ste) | Finalist (2de) | Finalist (2de) | Derde  | Derde |
| Competitie           | Aantal         | Jaren          | Aantal         | Jaren          | Aantal | Jaren |
| -------------------- | -------------- | -------------- | -------------- | -------------- | ------ | ----- |
| sc Heerenveen        |                |                |                |                |        |       |
| Johan Cruijff Schaal |                |                | 1×             | 2009           |        |       |
| KNVB Beker           | 1×             | 2008/09        |                |                |        |       |
| Watford FC           |                |                |                |                |        |       |
| FA Cup               |                |                | 1×             | 2018/19        |        |       |
| Nederland            |                |                |                |                |        |       |
| Wereldkampioenschap  |                |                |                |                | 1×     | 2014  |

1 Cillessen ·
2 Vlaar ·
3 De Vrij ·
4 Martins Indi ·
5 Blind ·
6 De Jong ·
7 Janmaat ·
8 De Guzman ·
9 Van Persie  ·
10 Sneijder ·
11 Robben ·
12 Verhaegh ·
13 Veltman ·
14 Kongolo ·
15 Kuijt ·
16 Clasie ·
17 Lens ·
18 Fer ·
19 Huntelaar ·
20 Wijnaldum ·
21 Depay ·
22 Vorm ·
23 Krul ·
Coach: Van Gaal